# Woubi Chéri
Woubi Chéri es un documental francés/marfileño de 1998 que muestra algunos días en la vida de varios miembros de la comunidad gay y transgénero en Abiyán, Costa de Marfil. Es una de las pocas películas africanas que trata temas LGBT.
El título proviene del término "woubi", que significa un hombre que desempeña el papel de esposa en una relación homosexual. También aparecen en el documental "yossis", hombres que actúan como esposos de woubis, que a menudo son bisexuales y se encuentran también en matrimonios heterosexuales. La película ganó premios al Mejor Documental en el Festival de Cine Lésbico, Gay, Bisexual y Transgénero de Nueva York, el Festival Internacional de Cine Lésbico y Gay de Turín y el Festival Transgénero de Londres.